# R' La Radio Station
R est une radio locale française (catégorie B) gérée par la SARL CIME.
La radio émet dans plusieurs stations de sport d'hiver de Savoie, et anciennement d'Isère et des Hautes-Alpes. Elle s'adresse ainsi aux touristes et diffuse pour cela des programmes en deux langues : français et anglais. R' La Radio Station remplace Europe 2 Montagne, lorsque le groupe Lagardère décide de se séparer de ses stations montagnes. Par exemple, « Europe 2 Les Arcs » devient « R’Les Arcs ».
Quatre stations ont été autorisées à émettre sous ce nom fin 2004. En 2005 deux stations (R' Grand Briançonnais et R' Alpes Sud) viennent se joindre aux quatre premières – les autorisations seront cependant abrogées en 2008. Enfin, en 2006, Nostalgie Courchevel (groupe NRJ) devient R' Courchevel.

## Les stations
- R' Les Arcs : 93.4
- R' Tignes : 88.2 - 92.2
- R' La Plagne : 101.5
- R' Courchevel 93.2
- R' Méribel : 97.9 - 98.9

Disparues :
- R' Grand Brianconnais 94.0 (Briançon)
- R' Deux Alpes : 95.3 (Les Deux Alpes)
- R' Alpes Sud : 96.5 - 99.4 (Vars)